# Kazuyoshi Nakamura
Kazuyoshi Nakamura (中村 一義, Nakamura Kazuyoshi, né le 8 avril 1955 à Préfecture de Shizuoka au Japon) est un footballeur japonais.